# Tripletzuurstof

Links en rechts de orbitalen van de twee zuurstofatomen, in het midden de molecuulorbitalen in de grondtoestand. De elektronen in de π * orbitalen vertonen evenwijdige spins.

Tripletzuurstof is de grondtoestand van dizuurstof O2, dus de toestand met de laagste energie.
De elektronconfiguratie toont twee ongepaarde elektronen met evenwijdige spin (kwantummechanica). Daarom is dizuurstof reactiever dan distikstof (N2) dat twee elektronen minder heeft, dus dit paar mist. Zuurstofgas gedraagt zich als een biradicaal omdat de twee elektronen met evenwijdige spins anti-bindend zijn in plaats van bindend zoals bij stikstofgas. 
Omdat de spins evenwijdig zijn, kan zuurstofgas ten opzichte van een uitwendig magnetisch veld drie toestanden vertonen: gelijk 1, tegengesteld -1 of loodrecht 0. Vandaar stamt de benaming tripletzuurstof.
Omdat de spins evenwijdig zijn, vertoont zuurstofgas paramagnetisme. 
Tripletzuurstof kan reageren met stoffen in doublettoestand, maar kan niet rechtstreeks reageren met moleculen in singlettoestand. Daartoe moet tripletzuurstof eerst overgaan naar singletzuurstof. Dat kan door energietoevoer of door een katalysator.
Gewone zuurstof in de lucht is tripletzuurstof. Verbranding of oxidatie als chemisch of biologisch proces gebeurt met singletzuurstof. 